# Преображенский сельсовет (Ставропольский край)
Преображе́нский сельсове́т — упразднённое сельское поселение в составе Будённовского района Ставропольского края России.

## География
Находится в юго-западной части Будённовского района.

## История
С 16 марта 2020 года, в соответствии с Законом Ставропольского края от 31 января 2020 г. № 5-кз, все муниципальные образования Будённовского муниципального района были преобразованы путём их объединения в единое муниципальное образование Будённовский муниципальный округ.

## Население
| 1989  | 2002  | 2010  | 2011  | 2012  | 2013  | 2014  |
| ----- | ----- | ----- | ----- | ----- | ----- | ----- |
| 2284  | ↗2763 | ↘2314 | ↘2312 | ↘2303 | ↘2294 | ↗2316 |
| 2015  | 2016  | 2017  | 2018  | 2019  | 2020  |       |
| ↘2305 | →2305 | ↘2292 | ↗2295 | ↘2260 | ↘2230 |       |

### Национальный состав
По итогам переписи населения 2010 года проживали следующие национальности (национальности менее 1 %, см. в сноске к строке «Другие»):
| Национальность | Численность | Процент |
| -------------- | ----------- | ------- |
| Русские        | 2043        | 88,29   |
| Даргинцы       | 149         | 6,44    |
| Другие         | 122         | 5,27    |
| Итого          | 2314        | 100,00  |

## Состав поселения
- Преображенское (село, административный центр) — 2046[17]
- Херсонский (посёлок) — 500[18]

## Местное самоуправление
- Совет депутатов сельского поселения Преображенский сельсовет, состоит из 9 депутатов, избираемых на муниципальных выборах по одномандатным избирательным округам сроком на 5 лет.
- Администрация сельского поселения Преображенский сельсовет

Главы поселения
- 1992—1997 — Павлюченко Анатолий Нифодьевич
- 1997—2012 — Мартынович Владимир Константинович
- с 2012 — Тимошенко Валерий Владимирович

## Инфраструктура
- Центр культуры, досуга и спорта
- Музей. Создан 16 декабря 1986 года, отражает историю и трудовую деятельность заслуженных работников села Преображенского и посёлка Херсонского
- Врачебная амбулатория и аптека
- Торговое и бытовое обслуживание населения сел осуществляет 15 торговых точек, 1 парикмахерская, цех по пошиву и ремонту одежды, пекарня
- Два отделения связи
- Библиотеки
- Преображенское сельпо

## Учебные заведения
- Средняя общеобразовательная школа № 15[19] (на 400 мест)
- Детский сад № 29 «Ромашка» (на 65 мест)
- Филиал детской музыкальной школы

## Экономика
Местный бюджет формирует предприятие ООО «Парижская Коммуна», которое занимается производством зерновых культур.

## Русская православная церковь
- Церковь Святого Великомученика и Победоносца Георгия[20]

## Памятники
- Памятник воинам, погибшим в годы гражданской и Великой Отечественной войн. 1969 г.[21]